# Straldža
Straldža (búlgaro:Стралджа) é uma cidade da Bulgária, localizada no distrito de Yambol. A sua população era de 6,021 habitantes segundo o censo de 2010.

## População
| Straldža | Straldža | Straldža | Straldža | Straldža | Straldža | Straldža | Straldža | Straldža | Straldža | Straldža | Straldža | Straldža | Straldža | Straldža | Straldža | Straldža | Straldža | Straldža | Straldža |
| --- | -------- | -------- | -------- | -------- | -------- | -------- | -------- | -------- | -------- | -------- | -------- | -------- | -------- | -------- | -------- | -------- | -------- | -------- | -------- |
| Ano | 1887     | 1910     | 1934     | 1946     | 1956     | 1965     | 1975     | 1985     | 1992     | 2001     | 2002     | 2003     | 2004     | 2005     | 2006     | 2007     | 2008     | 2009     | 2010     |
| População |          |          |          | …        | …        | 6,161    | 6,360    | 6,206    | 6,613    | 6,220    | 6,176    | 6,086    | 5,982    | 5,995    | 6,005    | 6,009    | 6,040    | 6,055    | 6,021    |
| Fontes: Instituto Nacional de Estatísticas, „citypopulation.de“, „pop-stat.mashke.org“, Bulgarian Academy of Sciences |          |          |          |          |          |          |          |          |          |          |          |          |          |          |          |          |          |          |          |